# Фізика мінералів
Фі́зика мінера́лів (також фізи́чна мінерало́гія) — розділ мінералогії, присвячений вивченню фізичних властивостей мінералів (магнітних, люмінесцентних, електричних, теплових тощо). Включає науково-методичні основи дослідження мінеральних речовин як твердих кристалічних тіл і всі фізичні методи, які застосовуються при мінералого-геохімічних, рудно-петрографічних дослідженнях і при геолого-розвідувальних роботах.
Фізика мінералів займає проміжне положення між матеріалознавством, циклом наук про Землю і технологією переробки і використання мінеральної сировини. Фізика мінералів має фундаментальне значення для пізнання природи мінеральної речовини, відіграє важливу роль в розробці наукових основ пошукової і технологічної мінералогії, мінералургії, мінералогічного матеріалознавства, фізики гірських порід тощо.
На основі фізики мінералів розробляють критерії прогнозу рудних родовищ корисних копалин при активних і пасивних методах зондування земної поверхні. Теоретичне розуміння природи і властивостей мінералів базується на розрахунках хім. зв'язків і електронної структури в рамках теорій кристалічного поля, молекулярних орбіталей, зонної теорії. Особливий напрям фізики мінералів пов'язаний з глибинною мінералогією, з експериментальними дослідженнями речовини мантії Землі.
Провідну роль відіграють методи спектроскопії і мікроскопії твердого тіла: ядерний гамма-резонанс, або мессбауерівська спектроскопія; оптична, інфрачервона, рентгенівська, електронна, раманівська, електронний парамагнітний резонанс, ядерний магнітний і ядерний квадрупольний резонанси; подвійний електронно-ядерний резонанс; люмінесцентна електронна мікроскопія; електронний, протонний, йонний і ядерний мікрозондовий аналіз, оптична, інфрачервона, фотоакустична, рентгенівська і акустична мікроскопія; методи нелінійної оптики та ін.